# Canadian Bartlett Automobile
Canadian Bartlett Automobile Co. Ltd. war ein kanadischer Hersteller von Automobilen.

## Unternehmensgeschichte

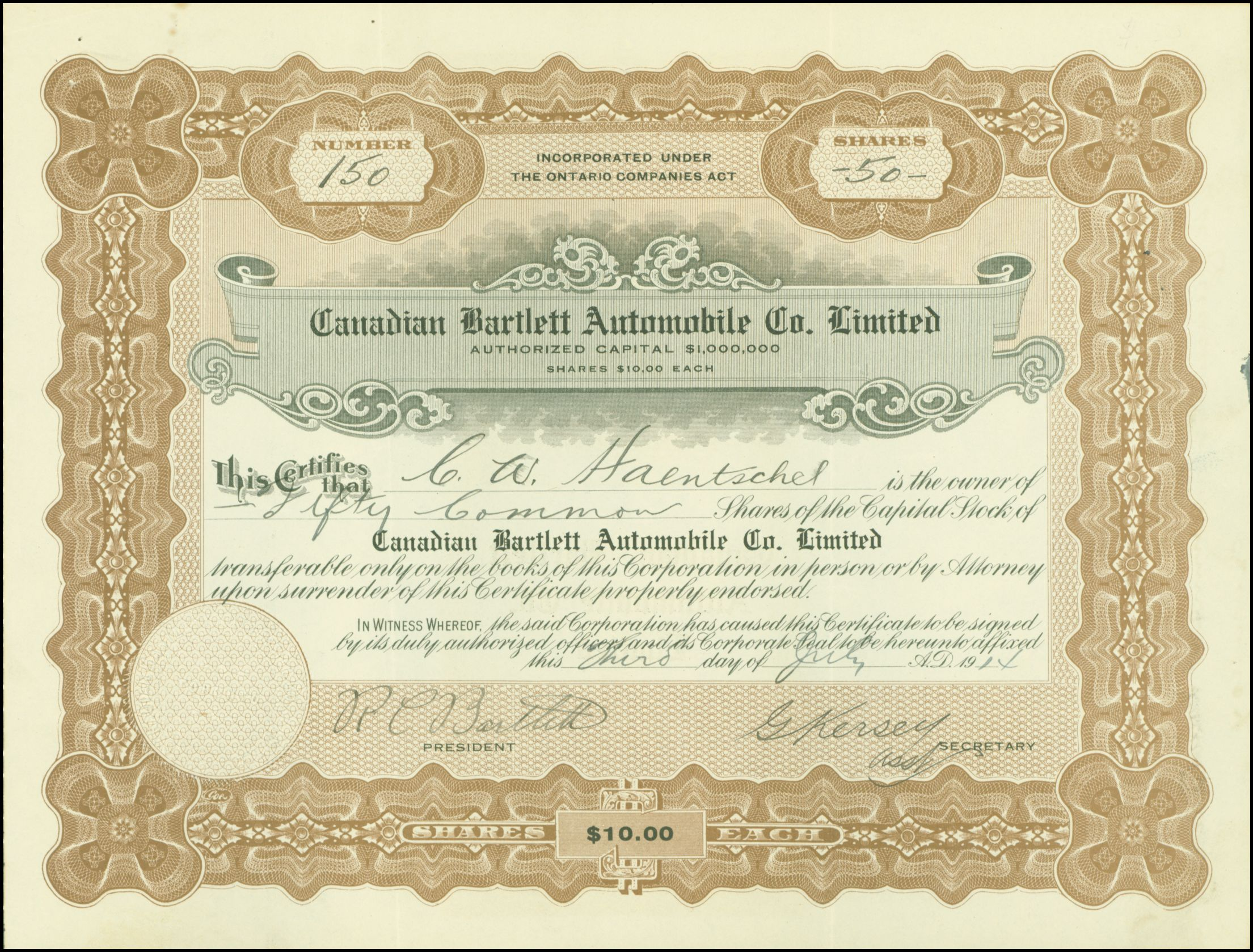
Aktie der Canadian Bartlett Automobile Co. Ltd. vom 3. Juli 1914

R. C. Bartlett gründete 1914 das Unternehmen in Toronto und begann mit der Produktion von Automobilen. Der Markenname lautete Bartlett. 1916 zog das Unternehmen nach Stratford. Das Ausbleiben von Teilelieferungen aus den USA führte 1917 zur Produktionseinstellung und zum Bankrott. Insgesamt entstanden etwa 600 Fahrzeuge, von denen eines noch existiert.

## Fahrzeuge
Im Angebot standen ein fünfsitziger Tourenwagen, ein zweisitziger Roadster und ein leichtes Nutzfahrzeug. Ungewöhnlich war der doppelte Rahmen der ersten Fahrzeuge. Der untere nahm Motor und Antriebsstrang auf, der obere die Karosserie. Dazwischen waren Luftkissen, die die Stöße dämpften. Dies war notwendig, da sich Bartlett aus Gründen der Haltbarkeit gegen Luftreifen und für Vollgummireifen aus eigener Produktion entschied. Modern waren die Vierradbremsen, die erstmals bei einem kanadischen Auto verwendet wurden.
Die Motoren kamen aus den USA. Die ersten sieben lieferte Northway Motors Corporation, danach Continental und Farmer. Die meisten kamen aber von LeRoi.
Außerdem entstand ein schwerer Lastkraftwagen.